# Lubrza (województwo lubuskie)
Lubrza (niem. Liebenau) – wieś (dawne miasto) w Polsce położona w województwie lubuskim w powiecie świebodzińskim. Siedziba gminy Lubrza.
Według danych z 31 grudnia 2023 roku wieś miała 1102 mieszkańców. Dodatkowo do sołectwa w Lubrzy należą dwa przysiółki: Romanówek z 42 mieszkańcami oraz Chałupczyn z 9 mieszkańcami.
Lubrza jest miejscowością o charakterze turystycznym, położoną nad jeziorami Goszcza, Lubie oraz Lubrza, w pobliżu licznych obiektów południowego odcinka MRU, tzw. Pętli Boryszyńskiej. Przez wieś przepływa potok Rakownik, który w północnej części Lubrzy uchodzi do Paklicy.
Pierwsza wzmianka o Lubrzy pochodzi z 1246 roku. Miejscowość posiadała prawa miejskie od 1319 roku do XVII wieku oraz w latach 1857–1946.

## Położenie

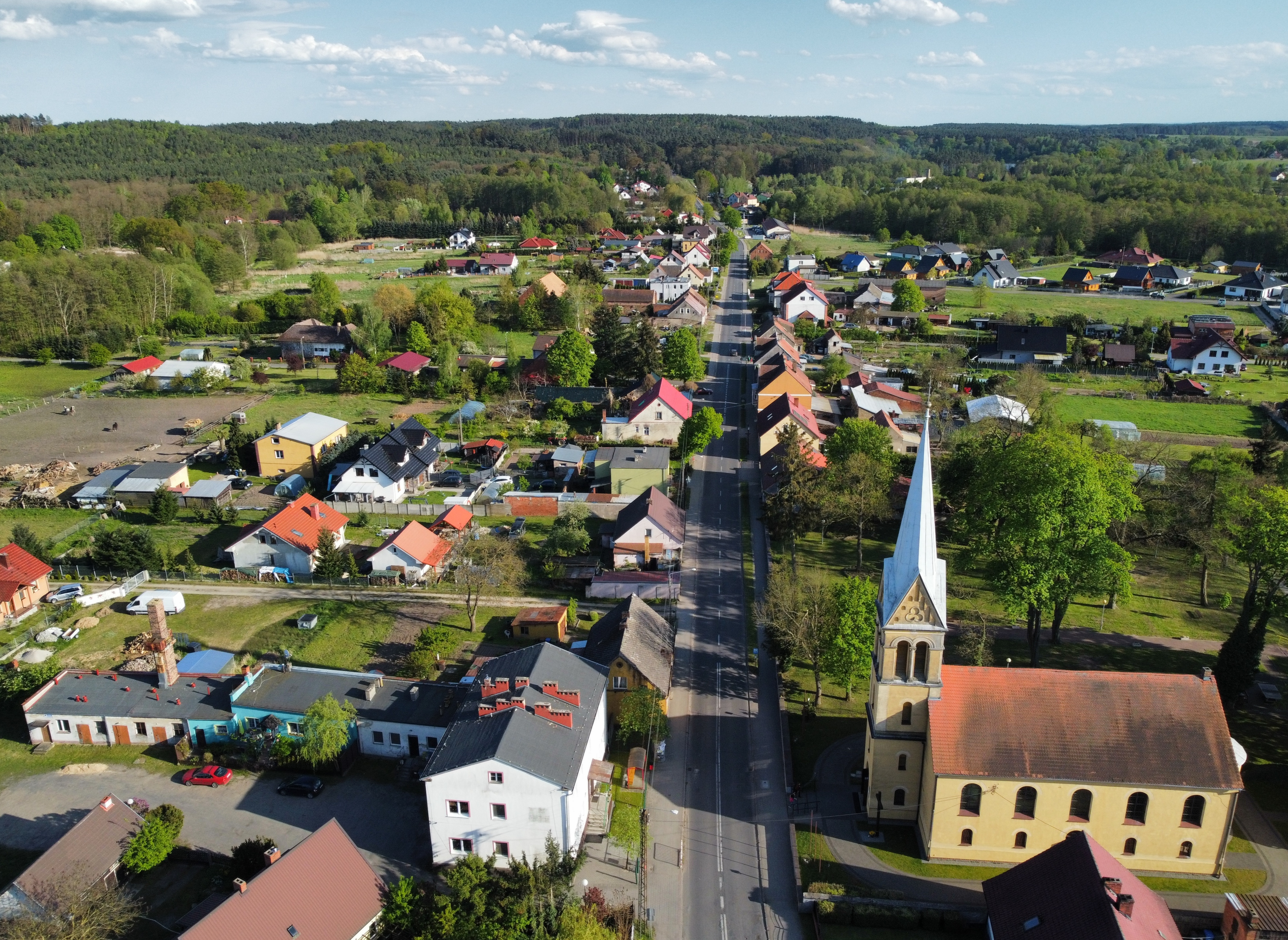
Widok na wzgórza położone na południe od wsi

Lubrza położona jest na Pojezierzu Lubuskim, dokładniej na Pojezierzu Łagowskim, w dorzeczu Obry, nad trzema jeziorami: Goszcza (48 ha; głęb. 20,2 m), Lubie (28,4 ha; głęb. do 35 m) oraz Lubrza. Krajobraz okolic wsi został ukształtowany w plejstocenie przez zlodowacenie środkowopolskie i bałtyckie. Centralny punkt wsi leży na wysokości 74 m n.p.m., wschodnie i południowe krańce miejscowości przylegają do wzgórz morenowych o wysokościach dochodzących do 130 m n.p.m., natomiast krańce północne związane z doliną rzeki Paklicy wnoszą się na około 68–69 m n.p.m.
Geograficznie miejscowość leży w zachodniej Polsce, administracyjnie w województwie lubuskim, historycznie na północnych krańcach Dolnego Śląska, dokładniej na ziemi świebodzińskiej, w pobliżu granicy z Wielkopolską. Miejscowość leży 52 km na północ od Zielonej Góry, 62 km na południe od Gorzowa Wielkopolskiego; najbliższym miastem jest Świebodzin, położony 9 kilometrów na południe od Lubrzy.

## Integralne części wsi
| SIMC    | Nazwa      | Rodzaj     |
| ------- | ---------- | ---------- |
| 0910920 | Chałupczyn | przysiółek |
| 0910937 | Romanówek  | przysiółek |

## Środowisko naturalne

### Klimat
Lubrza położona jest w zasięgu śląsko-wielkopolskiego regionu klimatycznego. Klimat charakteryzuje się przewagą wpływów oceanicznych oraz mniejszymi od przeciętnych amplitudami temperatur. Sumy opadów wahają się pomiędzy 550 mm a 600 mm rocznie. Wartości te są nieco wyższe od średniej w województwie lubuskim, co jest spowodowane położeniem wśród wzniesień morenowych. Wiatry wieją głównie z kierunków zachodnich i północno-zachodnich. Pory roku w Lubrzy cechują się wczesnym, długim i ciepłym latem oraz łagodną i krótką zimą.

### Przyroda
Okolice miejscowości porośnięte są w większości drzewostanami sosnowymi. Większe zróżnicowanie drzewostanu występuje na stromych brzegach jeziora Goszcza oraz Lubie, które porośnięte są lasem ochronnym, z drzewostanem składającym się z takich gatunków drzew jak: dąb szypułkowy, robinia akacjowa, brzoza brodawkowata, świerk pospolity, jesion wyniosły, olsza czarna, buk zwyczajny, klon zwyczajny, klon jawor, czeremcha amerykańska, kasztanowiec pospolity, lipa drobnolistna, leszczyna pospolita oraz grab pospolity. Dwa kilometry na południe od Lubrzy znajduje się rezerwat przyrody Pniewski Ług, gdzie spotkać można chronione gatunki roślin, w tym rosiczkę okrągłolistną, bagnicę torfową oraz przygiełkę białą. W pobliżu rezerwatu położony jest pomnik przyrody Krzeczkowskie Bagno, który został utworzony w celu ochrony źródlisk ze śródleśnym torfowiskiem wysokim. Drugim pomnikiem przyrody jest dąb szypułkowy „Robert”, rosnący w lesie około 700 metrów za zabudowaniami wsi przy drodze do Jordanowa. W okolicy wsi spotykane są również zagrożone gatunki roślin m.in. oman szorstki oraz świbka morska.

## Historia

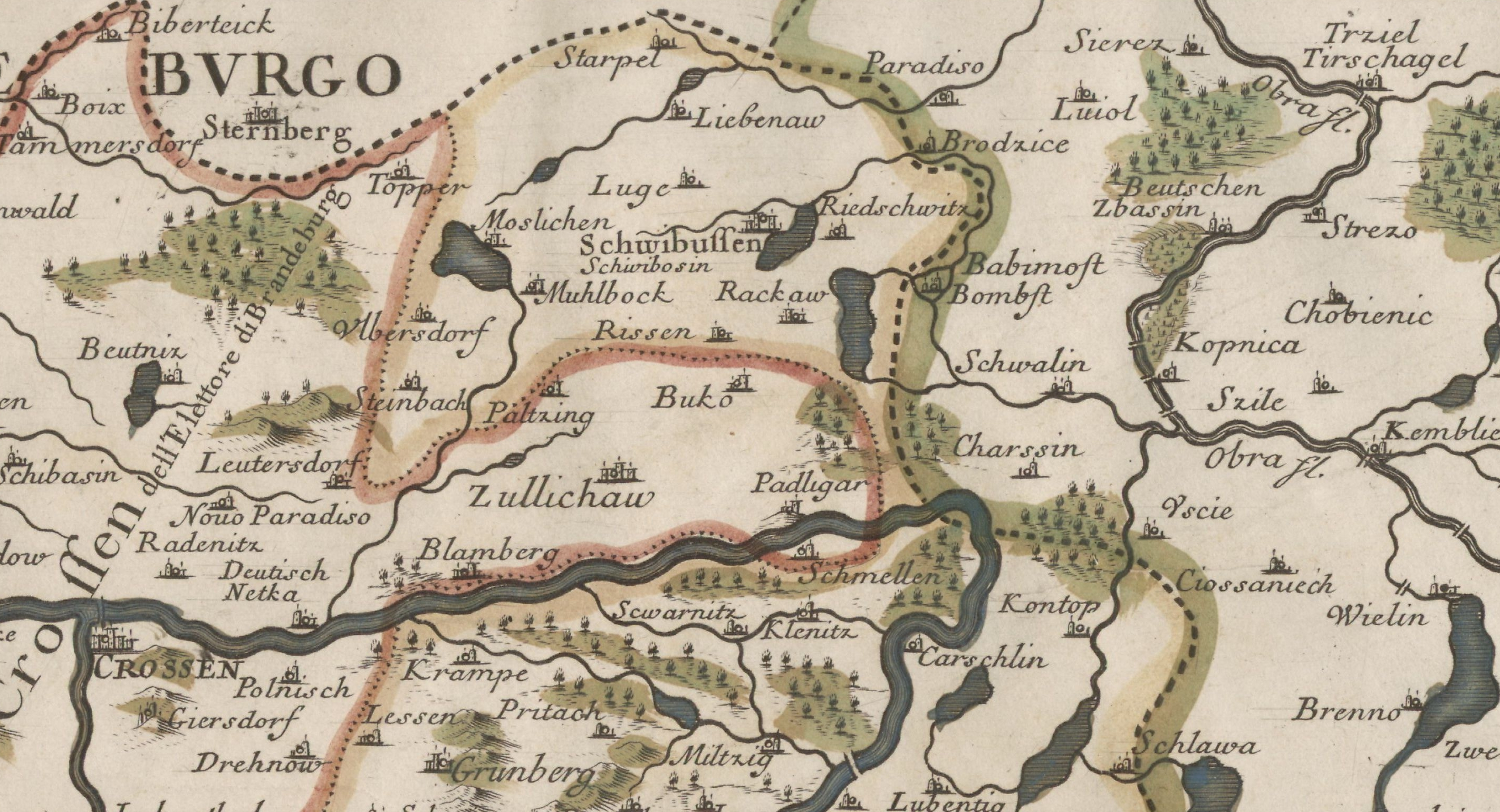
Położenie Lubrzy na mapie enklawy świebodzińskiej w 1692 roku

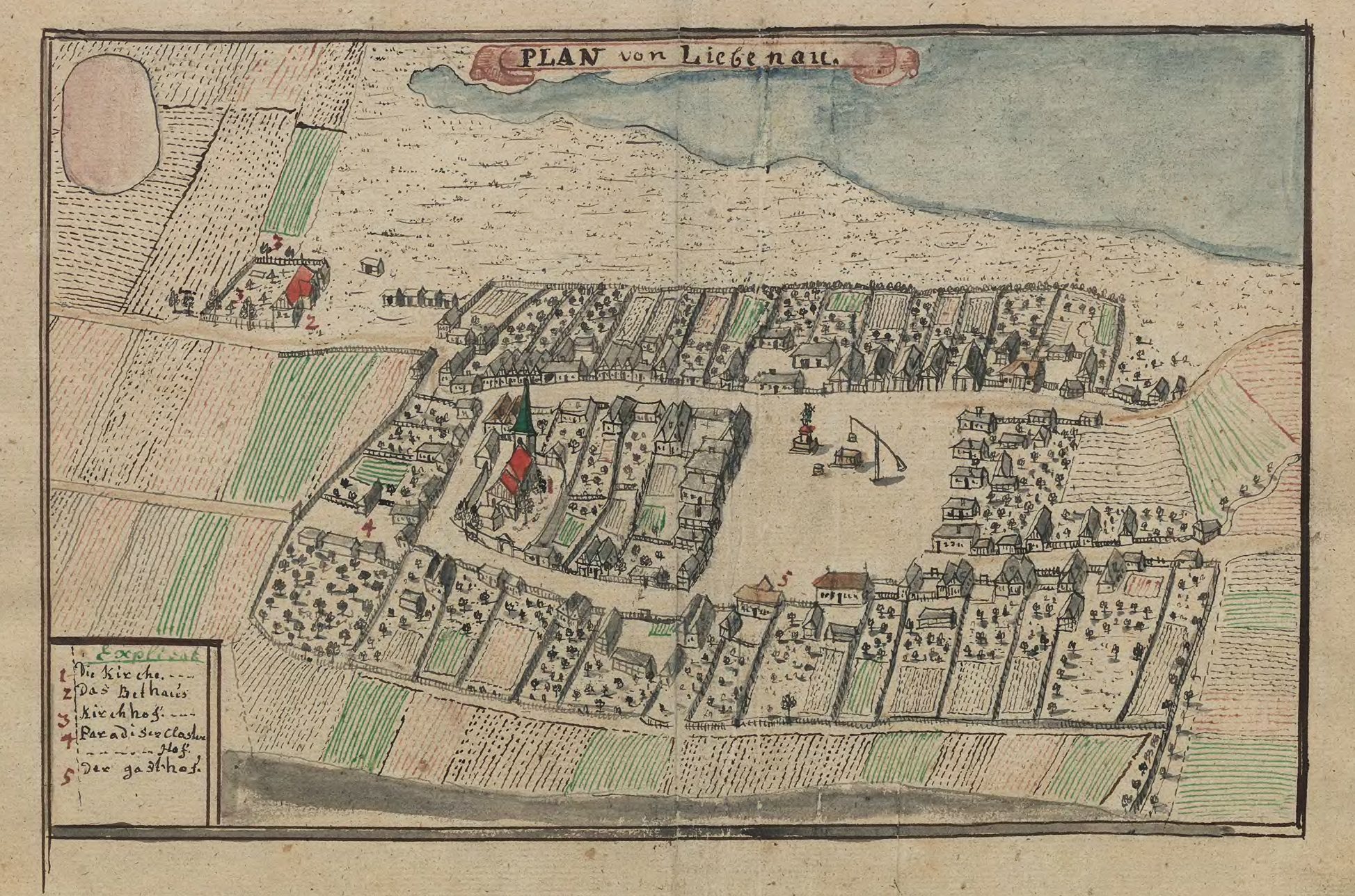
Lubrza (rys. F.B Werner. Topografia oder Prodromus Delineati Silesiae Ducatus), 1750 r.

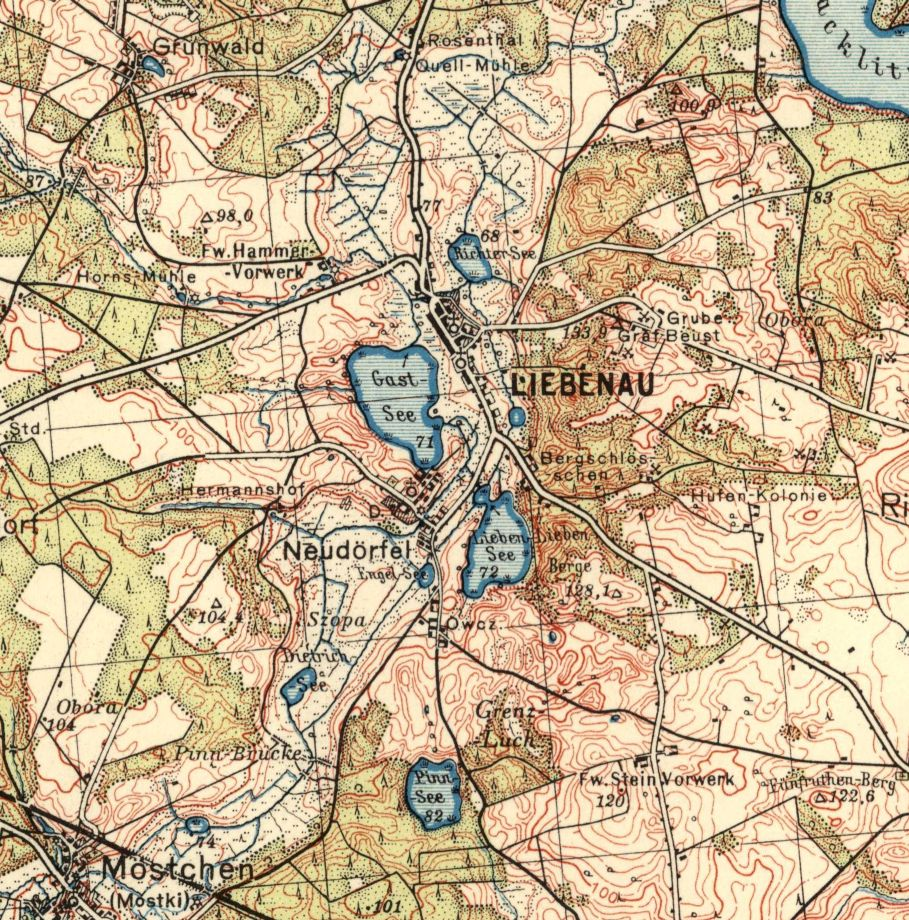
Mapa Lubrzy i najbliższych okolic z 1936 roku

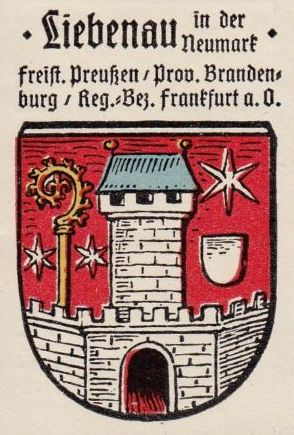
Przedwojenny herb miasta Liebenau

### Starożytność
Tereny, na których powstała i rozwijała się Lubrza, były zamieszkiwane przez człowieka już w czasach neolitu, czyli ok. 5000 lat p.n.e. Następnie w okresie epoki brązu ok. 1300 r. p.n.e. do 750 r. p.n.e. Lubrza była zamieszkiwana przez ludy kultury łużyckiej co potwierdzają znalezione przez archeologów pozostałości osady z owych czasów. W okolicy miejscowości wyraźne są również późniejsze wpływy kultury przeworskiej z lat od około 450 p.n.e. po przełom er. Z tego okresu w okolicy wsi zlokalizowano szereg stanowisk archeologicznych, położonych głównie wzdłuż Kanału Niesulickiego oraz dalej w obniżeniu rzeki Rakownik. Również w czasie wczesnego średniowiecza (druga połowa V w. po XIII w.), w okolicach Lubrzy istniały duże skupiska osadnicze, ich rozwój symbolizuje między innymi lokalizacja grodziska stożkowatego z ruinami wieży rycerskiej, położonego w północnej części dzisiejszej wsi.

### Średniowiecze
Pierwsza wzmianka o miejscowości pochodzi z 1246 roku, jednak przez niektóre źródła uznawana jest za falsyfikat. Podaje ona, iż ks. Przemysł I zaświadcza, że komes Bodzęta syn Janusza z Widzimia nadaje miejscowość opactwu cystersów z Paradyża. Wiadomo, iż w XIII wieku Lubrza była typową osadą rycerską z ośrodkiem grodowym, rozwijającym się obok dóbr klasztoru w Paradyżu. W XIII i XIV wieku nastąpił rozwój miejscowości wiążący się z jej położeniem na szlaku handlowym ze Świebodzina do Gorzowa, takie położenie zapewniało również połączenie z Frankfurtem oraz Poznaniem. Za pierwszą autentyczną wzmiankę uznaje się informację z 1247 roku, która dotyczy decyzji papieża Innocentego IV o przyjęciu pod swoją opiekę opactwa cystersów z Paradyża wraz z należącymi do niego wsiami, i która wymienia m.in. Lubrzę. Z kolei dwie informacje źródłowe z 1249 roku mówią o sprzedaży przez Bodzętę wsi Lubrza za 40 grzywien dla klasztoru z Paradyża, co poręczył opat klasztoru cystersów z Lehnin. Fundusze uzyskane ze sprzedaży były przeznaczone na wykupienie Bodzęty z niemieckiej niewoli. Od drugiej połowy XIII wieku zrozumienie historii Lubrzy komplikuje fakt, iż w bliskiej odległości od cysterskiej Lubrzy, w 1276 roku kasztelan zbąszyński Wojciech z rodu Dryjów, dokonał lokacji nowej miejscowości nazwanej Lubenov/Lubieniów. Lubieniów stał się następnie ośrodkiem rezydencjonalnym komesa Wojciecha Krzczonowicza, w 1304 roku gród wzmiankowany był jako castrum Lubenov. W 1293 roku Jan i Mikołaj, synowie Bodzęty, zawarli ugodę, potwierdzoną przez Przemysła II, o zrzeczeniu się praw do wsi Lubrza, za co otrzymali od opata z Paradyża 210 grzywien. Cystersi, zarządzając wsią, stawiali głównie na uprawę roli oraz hodowlę, stosując przy tym trójpolówkę, nawożenie, oraz meliorację. W 1312 roku Lubrza/Lubenov była centrum administracyjnym jednego z dystryktów księstwa głogowskiego, będąc siedzibą jego zarządcy, czyli ówczesnego landwójta. W tym czasie własność obu wsi była podzielona pomiędzy stan rycerski i zakonników z Paradyża. Sytuacja ta trwała do 1322 roku. W tym roku miały miejsce dwie transakcje, pierwsza przeprowadzona przez Piotra von Lossow polegała na zamianie miasta i zamku w Lubieniowie/Lubenov na dwie mniejsze miejscowości. Zamiana została potwierdzona przez ks. Jana ścinawskiego oraz ks. Henryka żagańskiego w 1330 roku. Druga informacja z 1322 roku dotyczy nadania przez Wojciecha Krzczonowicza swojej części miasta Lubieniowa również dla zakonników z Paradyża. Transakcje, przeprowadzone przez klasztor paradyski w 1322 r. z właścicielami dóbr w Lubieniowie, dowodzą, że cystersi paradyscy dążyli do skomasowania dóbr w Lubieniowie, a co za tym idzie całkowitego uporządkowania spraw własnościowych w okolicach dzisiejszej Lubrzy. Na skutek przejścia pod jurysdykcję zakonną, miejscowość straciła znaczenie polityczno-administracyjne na rzecz rozwijającego się prężniej świeckiego Świebodzina. W 1440 roku opat z Paradyża Jan nabył za 40 grzywien od Anny Promnitz dwór w Lubrzy wraz z sądownictwem, rolami i łąkami. Aparat urzędniczy (burmistrz, urzędnik sądowy, radni i ława) byli wspominani w I połowie XV wieku. 20 września 1482 roku w konsekwencji układu w Kamieńcu Ząbkowickim podsumowującym wojnę o sukcesję głogowską, Lubrza wraz ze Świebodzinem pozostały w granicach księstwa głogowskiego, jednak wobec utraty przez księstwo Krosna oraz Sulechowa, stały się enklawą, otoczoną przez ziemie brandenburskie i polskie.

### Czasy nowożytne
Od 1526 roku miejscowość znalazła się w granicach monarchii Habsburgów. W 1531 roku Ferdynand I Habsburg potwierdził wszystkie wcześniejsze przywileje przysługujące klasztorowi w Paradyżu, co umocniło wpływy zakonne w Lubrzy. W XVI wieku prowadzono tu produkcję własnego piwa oraz sukna, w tym czasie jednak miasto Świebodzin otrzymało cechowy monopol na te produkty i cechy lubrzańskie straciły na znaczeniu. Od 1613 roku miastu przysługiwał przywilej organizowania trzech jarmarków w roku, a w 1616 roku miejscowy cech szewców otrzymał nowy wilkierz. Przymus zrzeszania się w świebodzińskich cechach ograniczał ponadto rozwój rzeźnictwa i piekarnictwa. Mimo to w XVII wieku istniały w Lubrzy mocne rzemieślnicze cechy: szewski, kowalski, kołodziejów i krawców. Miejscowość straciła status małego ośrodka miejskiego na skutek wojny trzydziestoletniej (1618–1648). Wynikało to z braku obwarowania miasta, co ułatwiało jego plądrowanie przez przemieszczające się wojska. Od 1742 roku w granicach Królestwa Prus. W 1762 roku miał miejsce duży pożar, którego pozytywnym skutkiem była odbudowa miejscowości, nadająca jej bardziej miejski charakter. XVIII wiek to także stopniowe zmniejszanie się roli handlu na rzecz rzemieślnictwa, w konsekwencji czego część rynku została przeznaczona pod zabudowę mieszkalną. Część domów była już wówczas murowana, poza tym w Lubrzy funkcjonowały dwie szkoły wyznaniowe, dwa młyny oraz folwark zakonny. Lubrza w XVIII wieku posiadała zwarte założenie z małym rynkiem pośrodku. Własność klasztoru paradyskiego utrzymała się do 1810 roku, kiedy to na mocy rozporządzeń królewskich zsekularyzowano dobra klasztorów w Prusach. Dzięki temu pełnię praw uzyskał samorząd lokalny z burmistrzem na czele. Ta zmiana pobudziła miejscowość do dalszego rozwoju. W 1824 roku podczas drążenia studni przypadkowo odnaleziono pokłady węgla brunatnego. Próbki węgla wysłane do Królewskiego Wyższego Urzędu Górniczego w Berlinie nie przyniosły wsparcia dla dalszych badań nad odkrytym złożem, co w połączeniu z ówcześnie nikłym zapotrzebowaniem na ten nieznany surowiec, spowodowało porzucenie planów wydobycia przez władze Lubrzy. W 1842 roku powrócono do kwestii wydobycia węgla, co wiązało się ze wzrostem zapotrzebowania na ten surowiec między innymi wśród świebodzińskich fabrykantów. Początkowo spółka magistratu z prywatnymi inwestorami doprowadziła do zarejestrowania pierwszego pola górniczego o nazwie "Graf Beust". Wydobycie węgla rozpoczęło się 1 maja 1843 roku. W pierwszych latach wydobycie węgla nie było opłacalne, wpływ na to miała bardzo duża lesistość okolic wpływająca na powszechną dostępność drewna opałowego, nieprzystosowanie domowych palenisk do nowego surowca oraz słaba sieć drogowa uniemożliwiająca transport urobku na dalsze odległości. Sytuacja poprawiła się w kolejnych latach i około 1850 w okolicach Lubrzy funkcjonowało już kilka kopalń w tym największe Graf Beust, Pauls Hoffnung, Reformation, Mathilde oraz Alwine. Wydobycie węgla brunatnego w okolicy Lubrzy spowodowało rozwój gospodarczy oraz związany z nim przyrost liczby ludności, co przyczyniło się do odzyskania w 1857 roku praw miejskich. W 1890 roku miejscowość osiągnęła najwyższą zarejestrowaną liczbę ludności – 1303. Dalszy rozwój miasta został zahamowany z powodu wyczerpania się złóż węgla brunatnego w najbliżej okolicy, w wyniku czego część mieszkańców przeniosła się do miejscowości w pobliżu Lubrzy, gdzie znajdowały się bogatsze pokłady tego surowca.

### Historia najnowsza
W 1933 roku miasto liczyło około 1250 obywateli. Liczba ta obniżyła się do 1170 mieszkańców w 1939 roku na skutek migracji rdzennych mieszkańców na zachód Niemiec, tzw. Ostfluchtu. Niektórzy badacze za dodatkowy impuls powodujący powolny upadek miasta, podają pozostawanie poza połączeniami kolejowymi. W kwietniu 1941 roku w Lubrzy utworzono dwa obozy pracy, RAB-Lager Liebenau I i RAB-Lager Liebenau II, w których wykorzystywano żydowskich więźniów do budowy pobliskiej autostrady. W obozach przebywało jednocześnie około 400 robotników przymusowych, którzy po zaniechaniu prac nad autostradą latem 1942 roku zostali przewiezieni do obozu pracy w Kostrzynie nad Odrą, gdzie pracowali w fabryce celulozy. Pomiędzy 29 a 31 stycznia 1945 roku w okolicy Lubrzy trwały walki o przełamanie umocnień Międzyrzeckiego Rejonu Umocnionego prowadzone przez siły I Frontu Białoruskiego. Początkowe natarcie sił radzieckiej 1 Armii Pancernej na środkowy odcinek MRU nie odniosło skutku. Po dwóch dniach bezowocnych walk, dowództwo 1 Armii zdecydowało się wykonać manewr obejścia środkowego odcinka MRU od południa. W ten sposób po wcześniejszym podciągnięciu ciężkiej artylerii i ostrzelaniu Grupy Warownej Körner i Pz. w. 694 znajdującego się w północnej części Lubrzy, Rosjanom z 8 Korpusu Zmechanizowanego Gwardii udało się przedostać na tyły umocnień środkowego odcinka MRU. Następnie Armia Czerwona ominęła Lubrzę i skierowała się na północny zachód próbując połączyć się z 44 Brygadą Pancerną. W Lubrzy w tym czasie zgromadziły się znaczne siły niemieckie. Miejscowość, po całodziennych walkach, została zajęta 1 lutego 1945 roku przez oddziały 11 Korpusu Zmechanizowanego Gwardii. W wyniku prowadzonych walk, miejscowość została zniszczona w około 40%, co było najwyższym wskaźnikiem obok Sulechowa, na terenie przedwojennego powiatu świebodzińskiego (zniszczone zostały m.in. kościół katolicki z 1776 roku, należąca do niego plebania, hotele, część zabudowy mieszkalnej w szczególności budynki znajdujące się w okolicach Pz. W. 694, oraz drewniana willa przeniesiona z rynku świebodzińskiego, pochodząca z XVII w.).

### W Polsce
Po II wojnie światowej Lubrza przeszła pod administrację polską, jednak w konsekwencji zniszczeń wojennych i wyludnienia w połowie 1946 roku straciła prawa miejskie. W okresie PRL w latach 60. wsi przywrócono funkcje turystyczne. Wiązało się to z budową ośrodków turystycznych z 250 miejscami noclegowymi, poza tym urządzono wówczas kąpielisko nad jeziorem Goszcza oraz przystań wodną. W latach 70. aż do początku lat 90. była ważnym ośrodkiem turystycznym (cztery duże obiekty wypoczynkowe, m.in. ośrodek wczasowy Uniwersytetu Zielonogórskiego, Wielkopolskiej Fabryki Maszyn Elektrycznych w Poznaniu „Wiefamel” oraz camping z kąpieliskiem strzeżonym przy ul. Plażowej). W latach 80. w literaturze turystycznej Lubrza była określana mianem jednej z najlepiej zorganizowanych wsi letniskowych w kraju, docelowo plany centralne zakładały urządzenie w jej okolicach 8–10 tysięcy miejsc wypoczynkowych. Plany miały zostać zrealizowane po 1990 roku, jednak już w połowie lat 80. zaprzestano realizowania nowych inwestycji w infrastrukturę turystyczną.
Od lutego 1945 roku miejscowość znajdowała się na terenie tzw. Ziem Odzyskanych (tzw. III okręg administracyjny – Pomorze Zachodnie). 25 września 1945 roku miasto – jako jednostka administracyjna powiatu sulechowsko-świebodzińskiego – zostało powierzone administracji wojewody poznańskiego, po czym z dniem 28 czerwca 1946 roku zostało przyłączone do woj. poznańskiego. 6 lipca 1950 roku Lubrza znalazła się w powiecie świebodzińskim, włączonym do nowo utworzonego województwa zielonogórskiego, do którego należała do 1975 roku. W latach 1954–1972 wieś należała do gromady Lubrza i była siedzibą jej władz. Po nowym podziale administracyjnym kraju miejscowość w latach 1975–1998 należała administracyjnie do mniejszego województwa zielonogórskiego. Od 1999 roku wieś należy do województwa lubuskiego.

## Toponimia
W historycznych źródłach nazwa miejscowości była podawana jako: Lubrze, Liebenau, Lubenow, Lubnow, Lubizi, Lubinen, Lübenau, Lubna. Najczęściej wywodzi się ją od czasownika lubić, argumentując, że podobnie powstały nazwy innych okolicznych miejscowości np. Lubikowo, Lubień, Lubniewice, Luboszyce, Lubów. Potwierdza to również niemiecka nazwa stosowana do 1945 roku, czyli Liebenau, od czasownika lieben. Za prawdopodobne uznaje się również pochodzenie nazwy od położonego na lewym brzegu Odry Lubusza, głównego ośrodka kasztelańskiego i dawnej siedziby biskupów lubuskich, od którego nazwę zaczerpnęła również ziemia lubuska. Natomiast w niemieckich przedwojennych publikacjach nazwę wywodzi się od pobliskiego jeziora Lubie – Lüben See.
Pochodzenia nazwy doszukuje się także w legendach. Jedna z nich, opowiadana corocznie podczas Nocy Nenufarów, opisuje historię słowiańskiej córki rybaka o imieniu Lubrzana.
W okresie przejściowym od wyzwolenia miejscowości do nadania obecnej oficjalnej nazwy, niektórzy spośród pierwszych przesiedleńców nazywali potocznie miejscowość Miłosławek, co prawdopodobnie było wolnym tłumaczeniem poprzedniej niemieckiej nazwy. Nazwa Miłosławek pojawia się również w dokumentach z 1945 roku, utworzonych przez Państwowy Urząd Repatriacyjny w Świebodzinie. Obecną nazwę Lubrza nadano 12 listopada 1946 roku.

## Demografia
Liczba ludności Lubrzy na przestrzeni wieków kształtowała się różnorodnie w zależności od występowania klęsk żywiołowych, zmieniających się uwarunkowań gospodarczych oraz nawiedzających tę część Europy wojen, co generowało większe lub mniejsze procesy migracyjne. Do 1743 roku brak jest źródeł podających stan zaludnienia miejscowości. Pierwsza informacja z 1743 roku mówi o 600 mieszkańcach. Następnie liczba ta spada do 525 osób, co według badaczy było spowodowane pożarami, które nawiedzały Lubrzę, oraz stagnacją gospodarczą, wynikającą z zależności wsi od klasztoru Cystersów w Paradyżu. Sytuacja uległa zmianie po sekularyzacji dóbr zakonnych w Prusach w 1810 roku. Pobudziło to wieś do rozwoju – w 1823 roku Lubrza liczyła już 719 mieszkańców.
Kolejny znaczący wzrost liczby ludności miał miejsce w latach 1824–1890 i był wynikiem odnalezienia w 1824 roku w okolicach wsi złóż węgla brunatnego. Największą populację Lubrza osiągnęła w 1890 roku – 1303 mieszkańców. Dalszy wzrost liczby mieszkańców został zahamowany na skutek wyczerpania się okolicznych zasobów węgla, co spowodowało osłabienie miejskiej gospodarki oraz odpływ części pracowników do pobliskich miejscowości, gdzie wydobycie węgla trwało nadal. W związku z tym liczba ludności Lubrzy spadła do 1148 osób w 1910 roku. W latach 1910–1939 stan populacji miasta był stabilny i kształtował się na poziomie około 1200 mieszkańców.
Po drugiej wojnie światowej na skutek zmiany przynależności państwowej oraz wysiedlenia dotychczasowych niemieckich mieszkańców nastąpiło wyludnienie miasta. Pierwsi polscy przesiedleńcy zostali osiedleni w Lubrzy 1 czerwca 1945 roku i według rejestru Państwowego Urzędu Repatriacyjnego pochodzili z Brzeżan, Czortkowa, Stanisławowa, Tarnopola oraz Tłumacza. Zniszczenia wojenne oraz brak perspektyw rozwoju spowolniły proces zaludniania miasta Polakami wysiedlonymi z Kresów Wschodnich. Według spisu ludności z 1946 roku Lubrza liczyła 579 mieszkańców. Powolny proces zasiedlania byłego niemieckiego miasta spowodował odebranie praw miejskich Lubrzy, co doprowadziło do dalszej stagnacji. W ciągu piętnastu lat pomiędzy 1946 a 1961 rokiem w Lubrzy przybyło zaledwie 32 mieszkańców. W latach 1961–1998 liczba mieszkańców wsi wzrastała powoli, jednak dość równomiernie. Od początku XXI w. odnotowuje się natomiast przyśpieszenie tej tendencji (od 1078 osób w 2019 roku, do 1091 pod koniec 2022 roku), które w dużej mierze spowodowane jest rozwojem budownictwa jednorodzinnego na terenie miejscowości i związanej z tym migracji mieszkańców z pobliskich miast.
Tabela przedstawiająca liczbę ludności Lubrzy na przestrzeni lat:

## Polityka

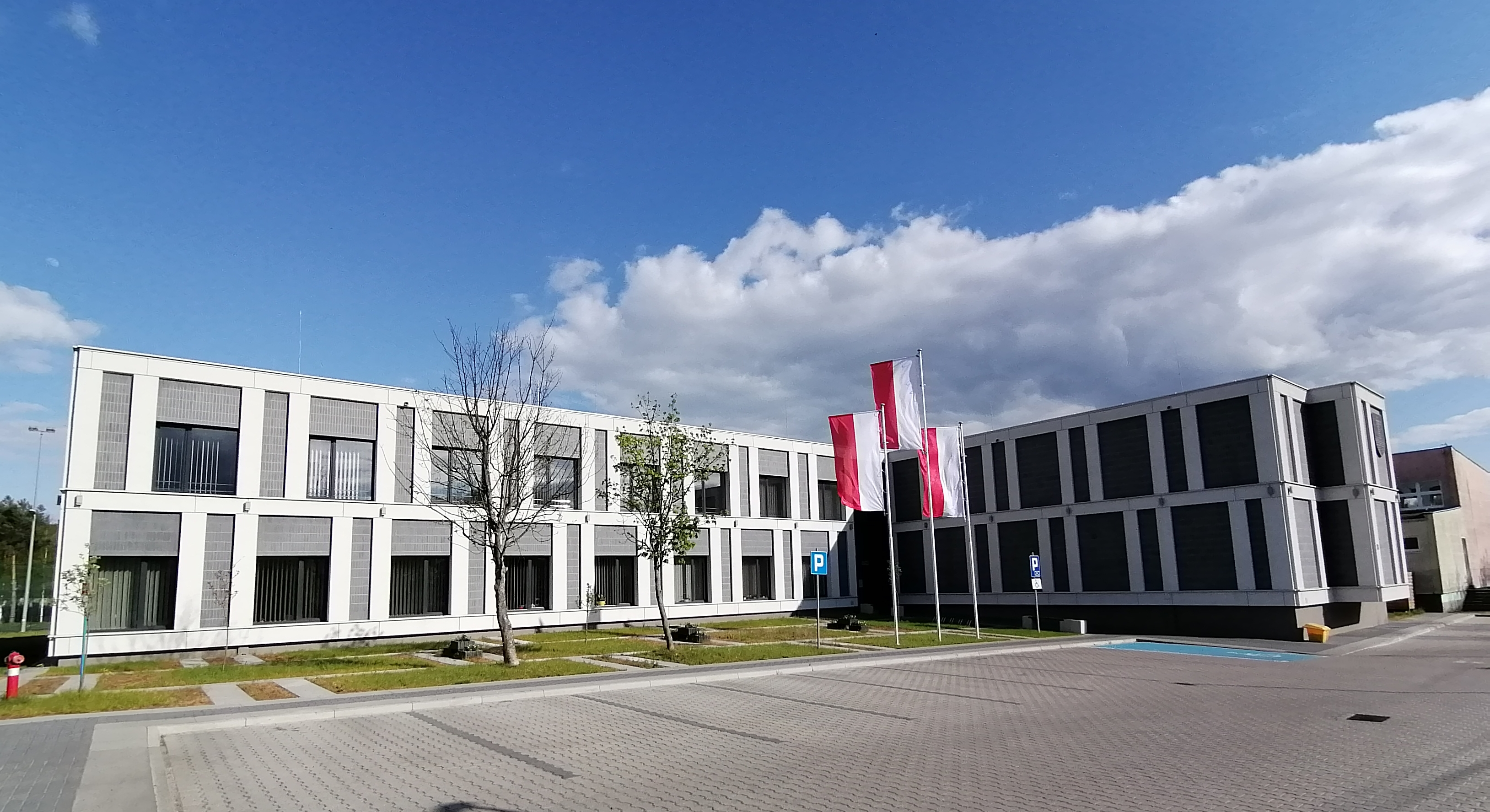
Budynek Urzędu Gminy w Lubrzy

### Samorząd
Lubrza jest siedzibą gminy wiejskiej. Zgodnie z ustawą o samorządach z 1990 roku, organem władzy wykonawczej jest Wójt, a organem władzy stanowiącej i kontrolnej Rada Gminy. W jej skład wchodzi 15 radnych, obradujących na sesjach zwoływanych przez jej przewodniczącego.
Dodatkowo w Lubrzy funkcjonuje sołectwo, które działa na podstawie statutu zawartego w załączniku do uchwały Rady Gminy w Lubrzy Nr XII/83/2003 z dnia 15 grudnia 2003 roku.

## Gospodarka
Gospodarka w Lubrzy jest zróżnicowana z przewagą sektora usługowego, do którego należą: sklepy w tym market Dino, zakłady mechaniki pojazdowej, studio nagrań, firmy budowlane, punkt apteczny, hurtownia wyrobów z wikliny, usługi ślusarskie, lecznica zwierząt, filia banku spółdzielczego z Krosna Odrzańskiego. Dużą rolę odgrywa dział związany z turystyką, m.in. organizacja spływu kajakowego rzeką Rakownik, uznanego przez czytelników „Gazety Lubuskiej” w 2008 roku za siódmy cud województwa lubuskiego. Poza tym we wsi istnieją: dwa ośrodki wypoczynkowe, wypożyczalnia sprzętu wodnego, przedsiębiorstwa zajmujące się organizowaniem wypoczynku (zwiedzanie obiektów MRU, punkty gastronomiczne i kwatery prywatne). Do sektora rolniczego w Lubrzy należą dwie fermy drobiu oraz zespół stawów hodowlanych położonych na północnych krańcach wsi.

## Infrastruktura

### Transport

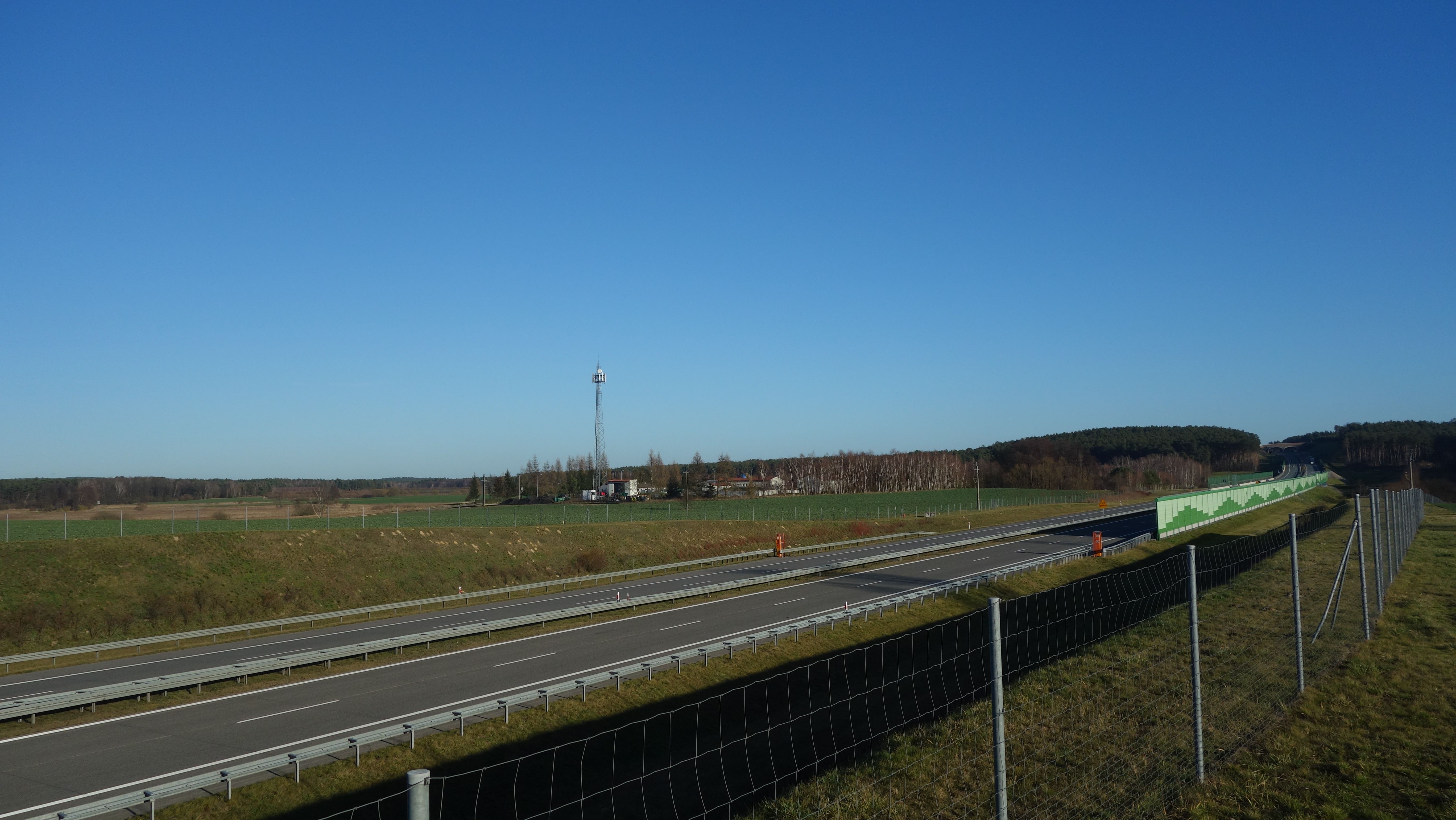
Autostrada A2 w Lubrzy, w tle gminna oczyszczalnia ścieków

We wsi znajdują się dwa przystanki autobusowe, obsługiwane przez autobusy PKS Zielona Góra. Większość połączeń prowadzi do Świebodzina.
Najbliższa stacja kolejowa znajduje się w Świebodzinie. Bliżej są przystanki osobowe w Wilkowie oraz w Mostkach, jednak pociągi ekspresowe zatrzymują się jedynie na stacji w Świebodzinie.
Lubrza położona jest bezpośrednio przy autostradzie A2, która przebiega w pobliżu północnych granic wsi. Możliwość wjazdu na autostradę zapewnia węzeł w Jordanowie, znajdujący się około 15 km na wschód od miejscowości. Natomiast najbliższy zjazd na drogę ekspresową S3 położony jest około 9 kilometrów na południowy wschód przy wjeździe do Świebodzina.
Najbliższe lotnisko to port lotniczy Zielona Góra-Babimost, znajdujący się w Nowym Kramsku, 36 km od Lubrzy.

### Infrastruktura techniczna
Nadzór nad elektroenergetyczną siecią przesyłową we wsi pełni Enea S.A. Ponadto Lubrza posiada własną oczyszczalnię ścieków o przepustowości 960 m³/d, która przyjmuje nieczystości z terenu gminy Lubrza. Skanalizowanie miejscowości poprawiło jakość wód jezior położonych wokół Lubrzy. We wsi działa również sieć wodociągowa. W Lubrzy istnieje możliwość skorzystania z przyłącza gazowego, które obsługiwane jest przez przedsiębiorstwo Elenger Dystrybucja sp. z o.o.

### Bezpieczeństwo
W zakresie ochrony przeciwpożarowej oraz innych miejscowych zagrożeń w Lubrzy działa jednostka Ochotniczej Straży Pożarnej, wyposażona w specjalistyczny sprzęt, m.in. ciężarowe pojazdy gaśnicze, w tym Mercedes Benz Atego z 2011 roku oraz nowszy Iveco Eurocargo 150-320 z 2019 roku. Od lipca 2015 roku Ochotnicza Straż Pożarna w Lubrzy jest włączona w krajowy system ratowniczo-gaśniczy.
Wieś jest pod opieką dzielnicowego z Powiatowej Komendy Policji w Świebodzinie. Do lat 90. XX wieku funkcjonował w Lubrzy samodzielny posterunek, jednak został zlikwidowany z powodu reorganizacji. Dawny budynek posterunku został zaadaptowany na cele mieszkalne. Przy Urzędzie Gminy w Lubrzy działa również obrona cywilna.
Najbliższa jednostka wojskowa znajduje się w Międzyrzeczu.

### Opieka zdrowotna
Jedyną placówką opieki zdrowotnej w Lubrzy jest Gminny Ośrodek Zdrowia. W wyremontowanym w 2015 roku oraz 2019 roku budynku mieści się poradnia lekarza rodzinnego oraz gabinet dentystyczny. W obu przypadkach jest możliwość skorzystania z bezpłatnych porad lekarskich, zapewnianych przez Narodowy Fundusz Zdrowia.

### Ochrona środowiska
W Lubrzy prowadzona jest selektywna zbiórka odpadów, które następnie trafiają do Regionalnej Instalacji Przetwarzania Odpadów Komunalnych „Wexpool” znajdującej się w miejscowości Dąbrówka Wielkopolska. Wieś jest w całości skanalizowana, a oczyszczone ścieki odprowadzane do rzeki Rakownik.
Potencjalnymi zagrożeniami dla środowiska naturalnego w Lubrzy są fermy drobiu oraz stawy hodowlane, generujące znaczne ilości zanieczyszczeń biogennych. Na złą jakość powietrza we wsi ma wpływ emisja zanieczyszczeń pochodzących z domowych pieców grzewczych, w większości przypadków opalanych drewnem, węglem kamiennym i brunatnym.
Kolejnym problemem dla środowiska naturalnego jest przebiegająca w pobliżu, a oddana do użytku w 2012 roku autostrada A2. Przebiegająca przez północne krańce wsi droga według Wojewódzkiego Inspektoratu Ochrony Środowiska w Zielonej Górze przyczynia się do przekroczenia m.in. dopuszczalnych norm zawartości dwutlenku azotu w powietrzu. Dodatkowym obciążeniem dla środowiska, generowanym przez autostradę, jest hałas komunikacyjny.

## Architektura

### Zabytki

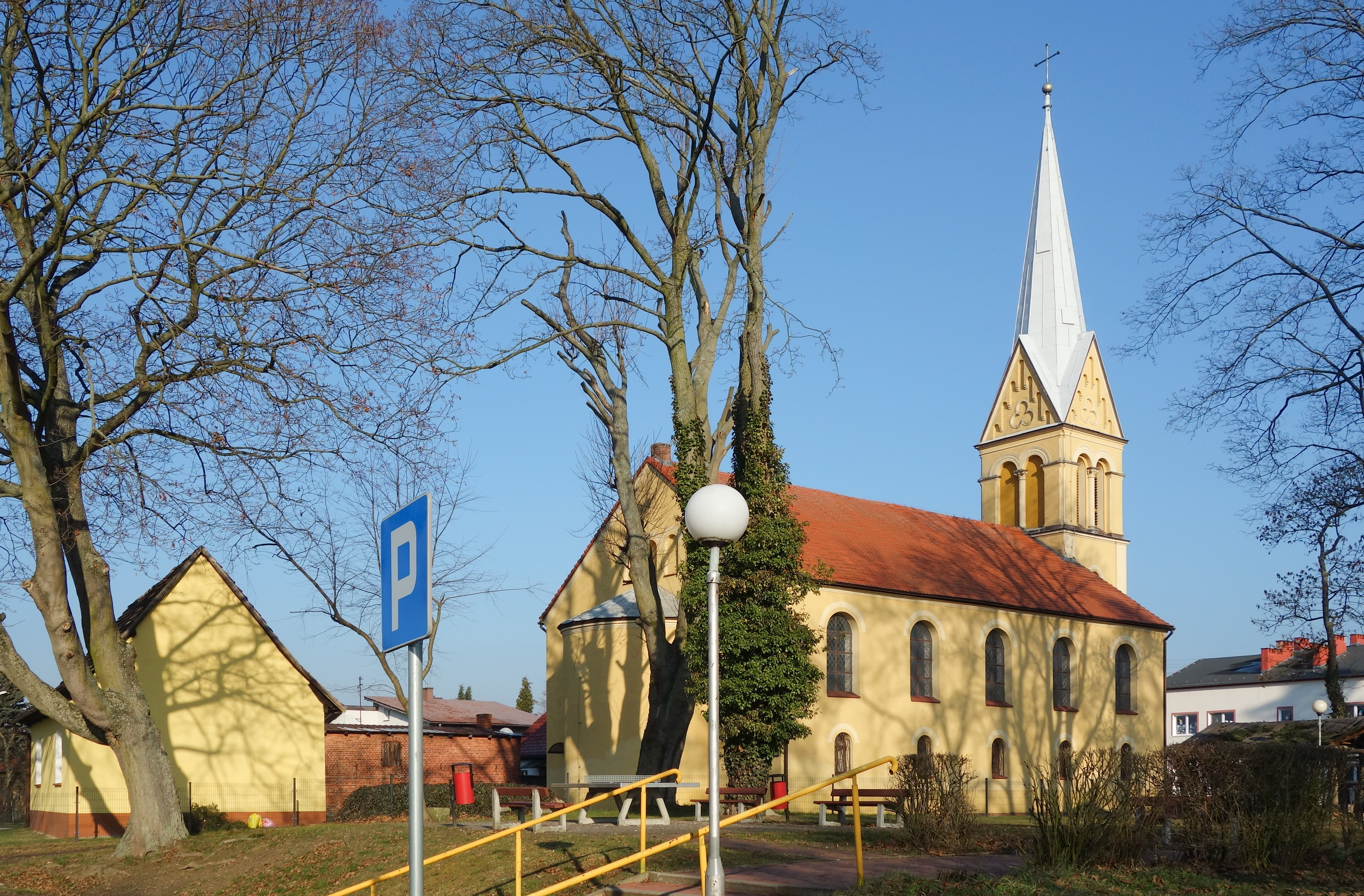
Kościół parafialny pw. św. Jana Chrzciciela

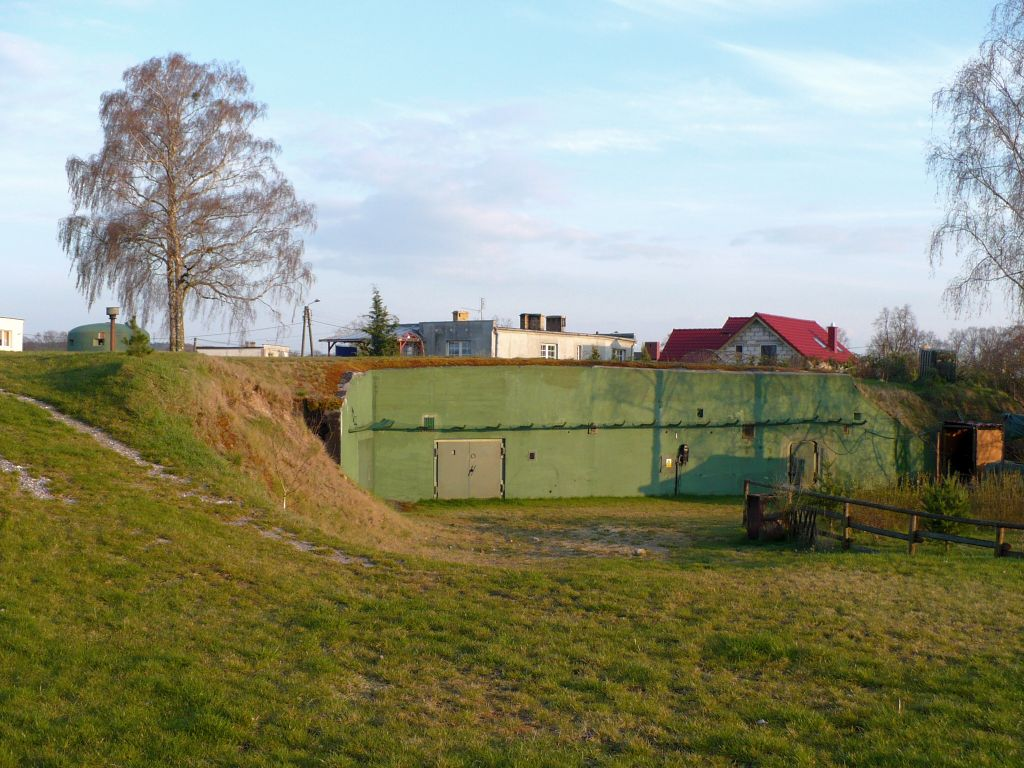
Odrestaurowany bunkier Pz.W. 694 na północnym krańcu wsi

Do wojewódzkiego rejestru zabytków wpisany jest:
- kościół ewangelicki, od 1945 roku rzymskokatolicki parafialny pod wezwaniem św. Jana Chrzciciela, z 1848 roku, będący neoromańską budowlą murowaną, z jedną nawą, półkolistą absydą od zachodu i wysmukłą wieżą od wschodu. Kościół jest siedzibą tutejszej parafii św. Jana Chrzciciela[73].

Zgodnie z uchwaloną 30 maja 2017 roku gminną ewidencją zabytków w Lubrzy chronione są ponadto:
- relikty rezydencji rycerskiej typu motte, znajdujące się za zabudowaniami przy ulicy Zamkowej[102][103]. W 2016 roku stanowisko zostało zdewastowane przez nowego właściciela działki. Przeprowadzone prace niwelacyjne, doprowadziły do usunięcia stożka, a tym samym do odsłonięcia znajdujących się tam fundamentów wieży rycerskiej, które dopiero po spóźnionej interwencji wojewódzkiego konserwatora zabytków zostały prowizorycznie zabezpieczone przed dalszą erozją[104][105][106].
- domy, ul. Świebodzińska nr 21, 25, 30, 40, 46, 50, 59 i 68 z końca XIX i początku XX wieku[101][107][108][109][110][111][112][113][114]
- domy, ul. 3 maja nr 2, 11a–11b, 13, 16, 17 i 19 z końca XIX i początku XX wieku[101][115][116][117][118][119][120]
- dom, ul. Klasztorna nr 3 z 1 połowy XIX wieku[101][121]
- dom, ul. Zamkowa nr 1 z 1 połowy XIX wieku[101][122]
- cmentarz katolicki z końca XIX wieku – przy ulicy Świebodzińskiej i 3 Maja, nieczynny. Po II wojnie światowej większość starych nagrobków została zdewastowana i w konsekwencji usunięta przez władze polskie, by umożliwić pochówek dla nowo przybyłej polskiej społeczności. Według stanu na 2015 rok, na jego terenie pozostało zaledwie kilka przedwojennych niemieckich nagrobków. Jeszcze w latach 60. na terenie cmentarza znajdowała się dobrze zachowana ruina uszkodzonego w czasie wojny barokowego kościoła katolickiego zbudowanego w 1776 roku[73]. Oficjalnie została ona usunięta z powodu zagrożenia katastrofą budowlaną, choć według świadków tego wydarzenia kościół pozostawał w stanie umożliwiającym jego odrestaurowanie. Dziś (stan na 1997) po świątyni pozostały jedynie fundamenty przykryte warstwą ziemi, a na jej miejscu miejscowi duchowni urządzili ołtarz polowy. Cmentarz w całości otoczony jest przedwojennym ceglanym murem cmentarnym[123][124].
- urządzenie spiętrzająco-spustowe – połączenie jazu 709 oraz śluzy fortecznej 708 czyli elementów Międzyrzeckiego Rejonu Umocnionego. Urządzenie umożliwiało szybkie wykonanie rozległych zalewów wodnych na przedpolu grupy warownej „Körner” wykorzystując wody jezior Goszcza i Lubie[73][125][126].

Inne obiekty wymienione w Gminnym Programie Opieki nad Zabytkami w Gminie Lubrza, ale nie objęte ochroną to:
- młyn miejski – budynek sięgający tradycją czasów średniowiecznych[34], współcześnie dostosowany do potrzeb studia nagraniowego, jednak podczas remontu z zewnątrz zostały zachowane detale świadczące o jego przeszłości[73].
- pomnik eksponujący czołg PT-76 – w centralnym miejscu placu Wdzięczności. Do lat 90. na betonowym cokole stało działo samobieżne SU-76, które ze względu na wartości muzealne władze gminy podarowały Muzeum Wojska Polskiego w Warszawie[73]. Poprzedni eksponat zamieniono na armatkę ciągnioną kaliber 76, jednak wkrótce zastąpiono ją lekkim czołgiem pływającym PT-76[73].
- Panzerwerk nr 694 – według stanu na 2012 rok w rękach prywatnych. Obiekt zbudowany w 1935 roku. Po wojnie wysadzony i zasypany ziemią, obecnie w dużej części odrestaurowany. Schron jednokondygnacyjny, zbudowany w celu obrony głównej szosy przez Lubrzę oraz jazu nr 709 i śluzy fortecznej nr 708[51].

### Układ wsi

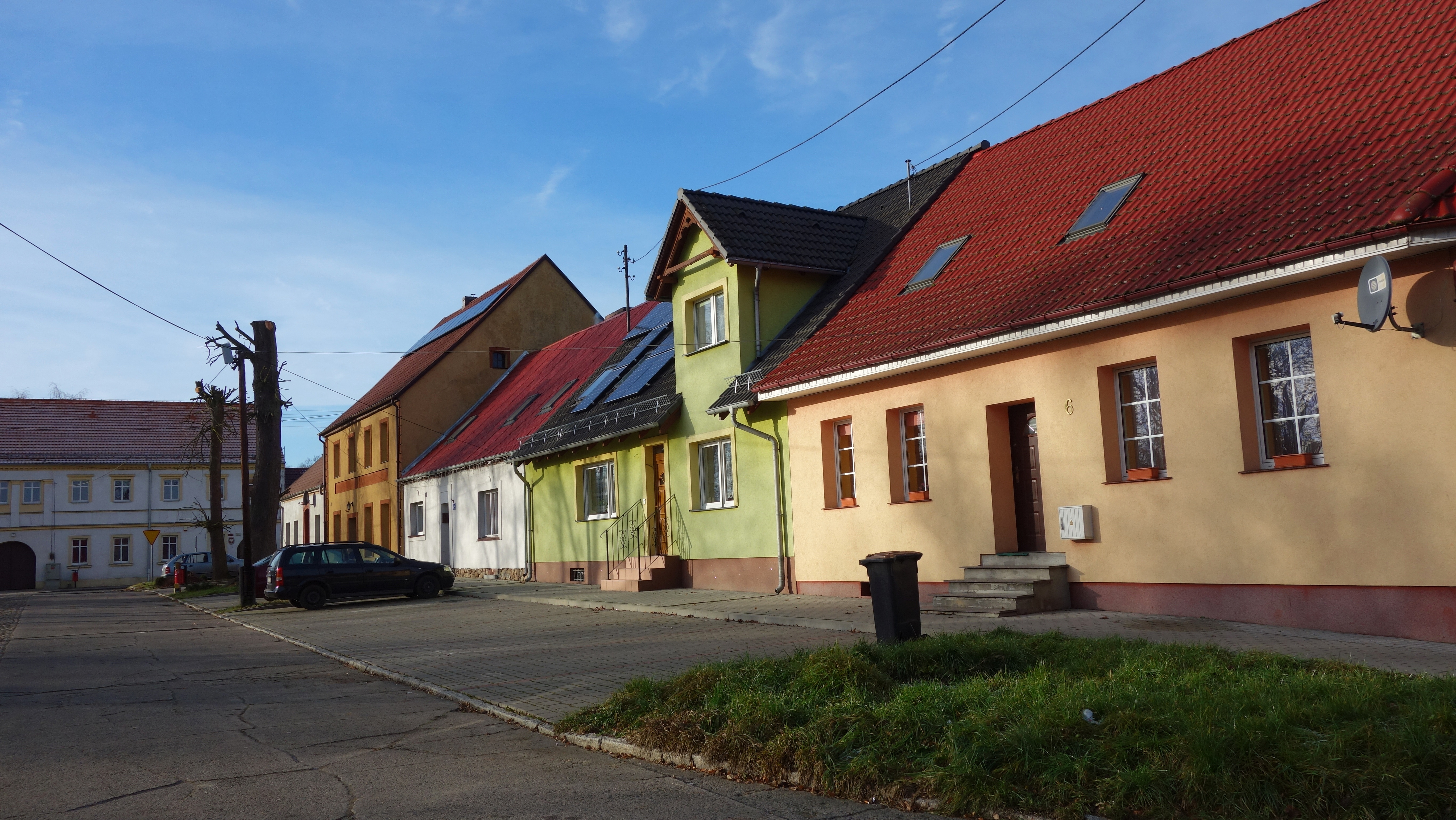
Rynek w Lubrzy, pierzeja północna

Lubrza jest przykładem zespołu urbanistycznego o średniowiecznym rozplanowaniu opartym na dawnej drodze tranzytowej ze Świebodzina do Międzyrzecza (ulica Świebodzińska). Dawny rynek miejski położony jest centralnie. Najstarsze murowane budynki pochodzące z końca XIX i pocz. XX w. usytuowane są przy ulicach: Świebodzińskiej, 3 Maja, Zamkowej, Klasztornej oraz Krzywej. Zabudowa wsi przebiega południkowo. Kilkadziesiąt metrów na zachód od miejscowości znajduje się jezioro Goszcza. Południowe krańce wsi sięgają jeziora Lubie, natomiast północne jeziora Lubrza.

## Kultura
We wsi znajduje się także Gminna Biblioteka Publiczna oraz Gminny Ośrodek Kultury dysponujący salą widowiskową ze 149 miejscami siedzącymi, oddaną do użytku w 2018 roku. Najważniejsze imprezy kulturalne w Lubrzy to obchody Święta Konstytucji 3 Maja, najczęściej uświetniane przez występy orkiestr dętych w Gminnym Ośrodku Kultury oraz Noc Nenufarów, impreza plenerowa, która w latach 2000–2010 przyciągała do 10 tysięcy osób podczas koncertów gwiazd wieczoru. Po 2010 roku władze gminy zdecydowały się nadać imprezie charakter lokalny. W latach 2014–2019 organizowany był w Lubrzy Festiwal Piosenki Żołnierskiej „Złoty Nenufar”.
W 1864 roku urodził się w Lubrzy niemiecki chirurg Alexander Tietze, który opisał zespół objawów zwany dziś zespołem Tietzego.

## Oświata

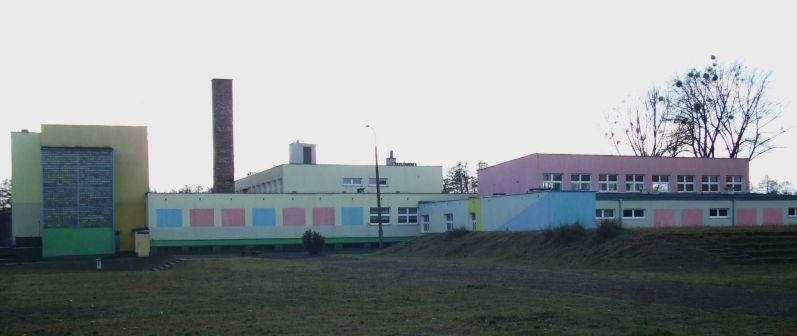
Publiczna Szkoła Podstawowa w Lubrzy

W Lubrzy znajdują się dwie placówki oświatowe:
- Publiczna Szkoła Podstawowa im. Arkadego Fiedlera w Lubrzy[135] – założona w 1945 roku, pierwszy rok szkolny rozpoczął się 4 września 1945 roku[136]. W 2020 roku do szkoły uczęszczały dzieci z miejscowości: Boryszyn, Bucze, Buczyna, Nowa Wioska, Staropole i Zagaje[137]. Szkoła podstawowa znajduje się w budynku oddanym do użytku 1 września 1983 roku, wybudowanym w ramach programu Szkoła Tysiąclecia[138]. W 2024 roku do szkoły przypisanych było 299 uczniów[139].
- Niepubliczne Przedszkole w Lubrzy[140].

## Turystyka

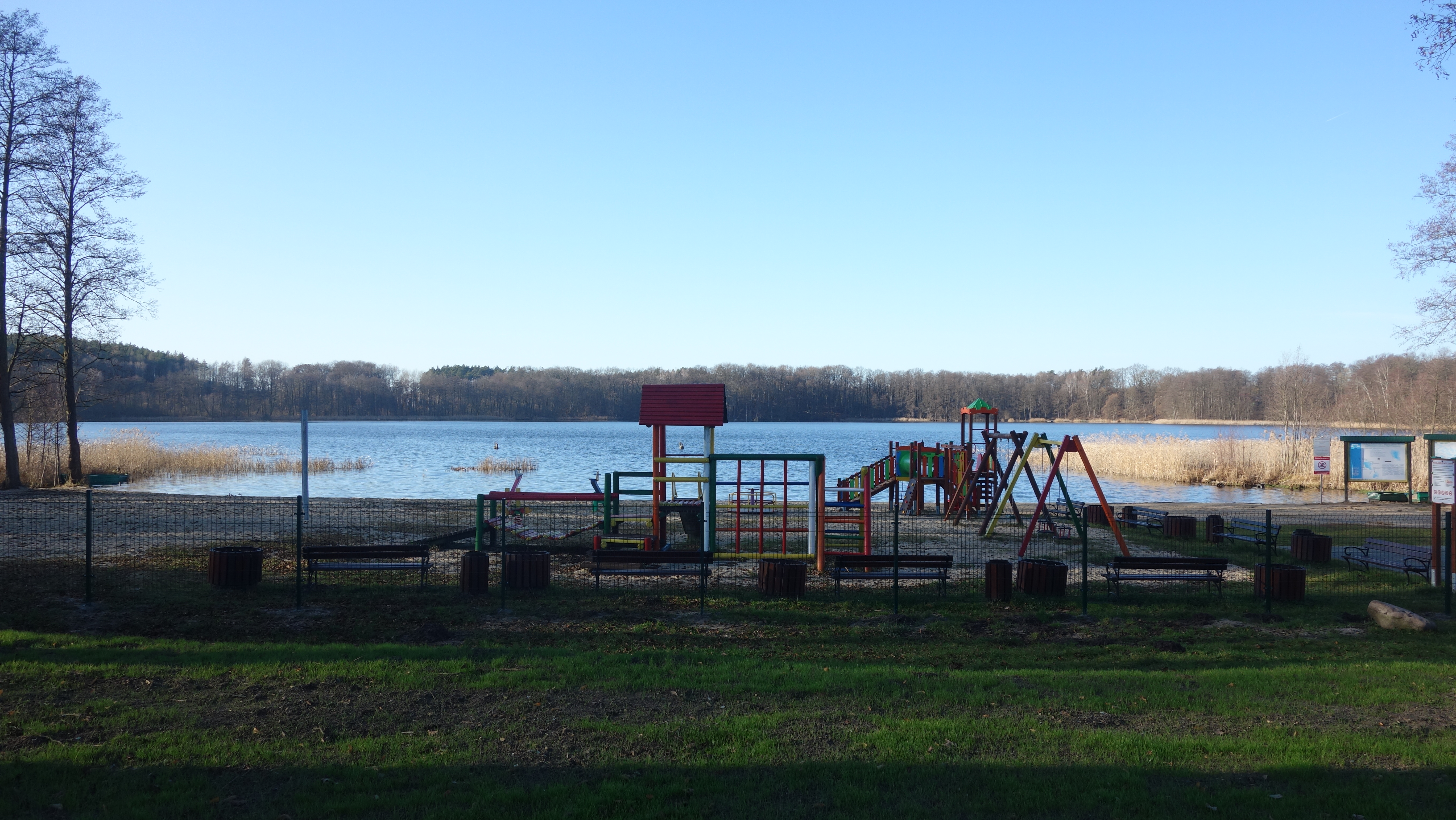
Plaża nad jeziorem Goszcza przy ul. Plażowej

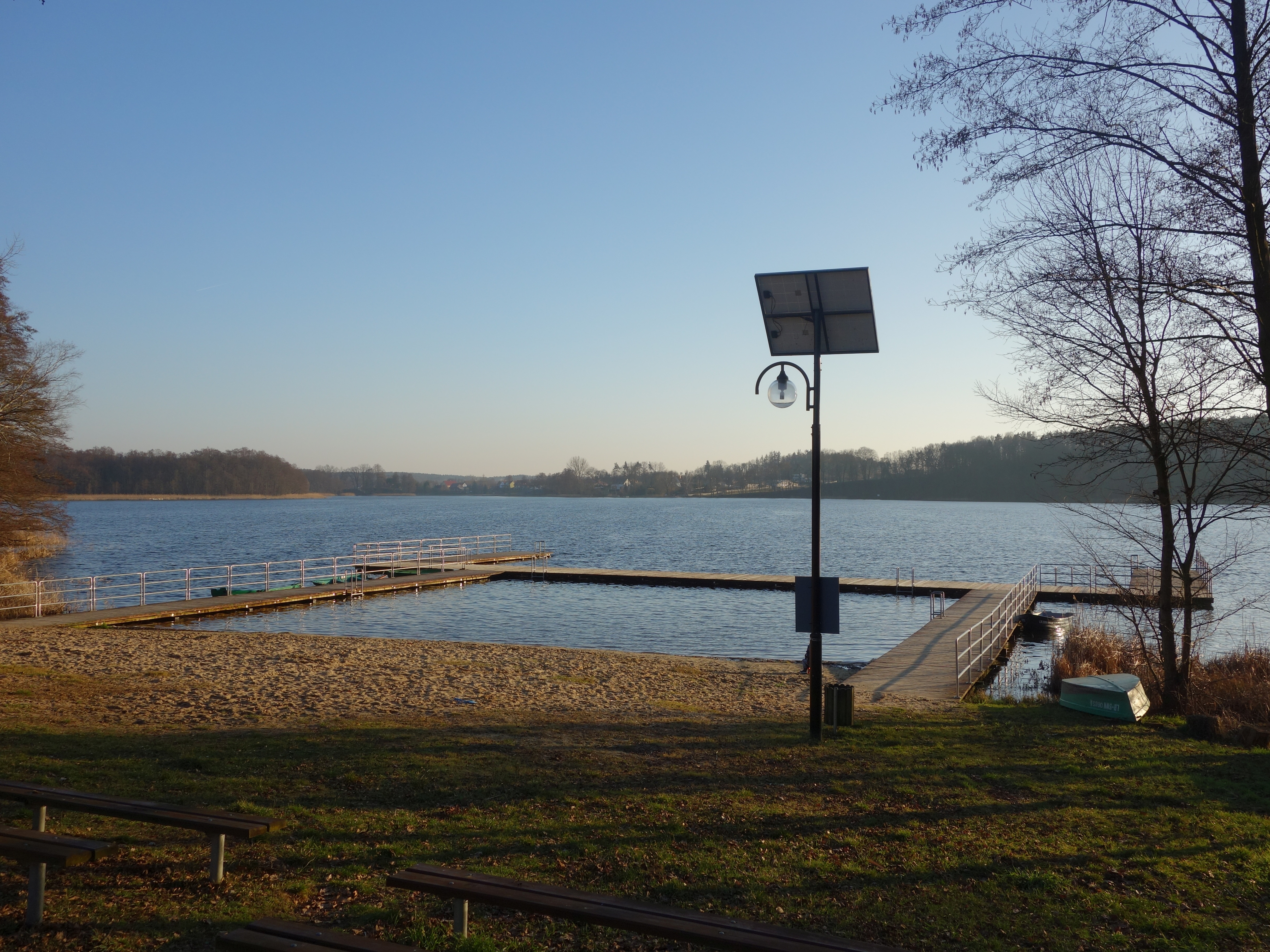
Plaża nad jeziorem Goszcza przy ul. Jeziorowej

Lubrza posiadała cechy miejscowości turystycznej jeszcze przed II wojną światową. Ze względu na łagodny klimat znajdowała się tu stacja klimatyczna. Do dziś zachowało się wiele przedwojennych pocztówek, które podkreślały walory krajobrazowe miasta. W czasie wojny zniszczeniu uległa cała infrastruktura turystyczna, a polscy osadnicy nie podjęli prób jej odbudowy.
Po wojnie turystyka w Lubrzy była rozwijana od lat 60. XX wieku, kiedy to zbudowano pierwsze ośrodki wypoczynkowe. W 2005 roku w Lubrzy znajdowały się dwa czynne ośrodki wypoczynkowe (w sumie 320 miejsc noclegowych), kilkanaście kwater prywatnych (około 100 miejsc noclegowych), a w okresie wakacyjnym w zespole szkół samorządowych organizowane są kolonie o charakterze obozów przygotowawczych dla młodych sportowców. W sezonie letnim działają również cztery obiekty gastronomiczne.
Walorami turystycznymi miejscowości są: położenie między trzema jeziorami, łagodny klimat, plaża nad jeziorem Goszcza, głębokie jezioro Lubie wykorzystywane do nurkowania, rybne jeziora, strome wzgórza morenowe, położenie wśród lasów obfitujących w runo leśne.
Do atrakcji turystycznych w Lubrzy można zaliczyć: zabytkowy neoromański kościół z 1848 roku, rynek z pomnikiem czołgu, znajdujące się we wsi obiekty Międzyrzeckiego Rejonu Umocnionego. W miejscowości w okresie letnim organizowana jest impreza plenerowa Noc Nenufarów.
Do aktywnych form spędzania czasu w miejscowości należą: spływ kajakowy rzeką Rakownik, spacery i wycieczki rowerowe po okolicznych lasach oraz wzdłuż linii brzegowych jeziora Goszcza i Lubie, możliwość nurkowania, uprawiania nordic walkingu, rajdy w trudnym terenie wypożyczonymi samochodami terenowymi oraz quadami, tyrolką, możliwość korzystania ze strzelnicy sportowej. Ponadto przez cały rok istnieje możliwość wędkowania, a jesienią zbierania grzybów i owoców runa leśnego.

### Szlaki turystyczne
Przez wieś przechodzi szlak turystyczny PTTK, oraz pięć szlaków utworzonych przez władze gminy i lokalne organizacje turystyczne
- szlak pieszy z Nietkowic do Boryszyna, symbol PTTK LB-3054-n, długość całkowita 50 km[143]. Szlak przebiega przez większość obiektów Międzyrzeckiego Rejonu Umocnionego, od Odry aż po Boryszyn[144].
- Pieszo-Rowerowy Szlak Nenufarów – długość 8 km (Lubrza, jezioro Lubie, Nowa Wioska, jezioro Goszcza). Szlak został wytyczony na miejscu dawnej drogi leśnej na około jeziora Lubie i jeziora Goszcza. Trasa jest oznakowana i utwardzona. Tą samą trasą biegnie również niebieski szlak do uprawiania nordic walkingu[129].
- Lubrzański Szlak Kajakowy – długość ok. 15 km, poziom łatwy, trasa prowadzi rzeką Paklicą przez – śluzę forteczną 708 w Lubrzy, jezioro Lubrza, Paklicko Wielkie, jezioro Rudny, kończąc się przy murach klasztornych w Paradyżu[145][129].
- Lubrzański Szlak Fortyfikacji MRU – przez Lubrzę przebiega naziemna, południowa część szlaku. Wyeksponowane zostały dwa obiekty Jaz 709, oraz Pz. W. 694[146][145][129].
- Szlak nordic walking Pętla Boryszyńska – długość 17 km (Lubrza – Pętla Boryszyńska – Boryszyn – Staropole – Lubrza) długość 17 km, trasa przebiega leśnymi drogami przy jeziorze Paklicko Wielkie i rzece Rakownik[147].
- Szlak turystyczny LGD-MRU – utworzony w 2024 roku, długość całkowita 201,9 km, przebiega wokół obiektów Międzyrzeckiego Rejonu Umocnionego[148].

## Religia

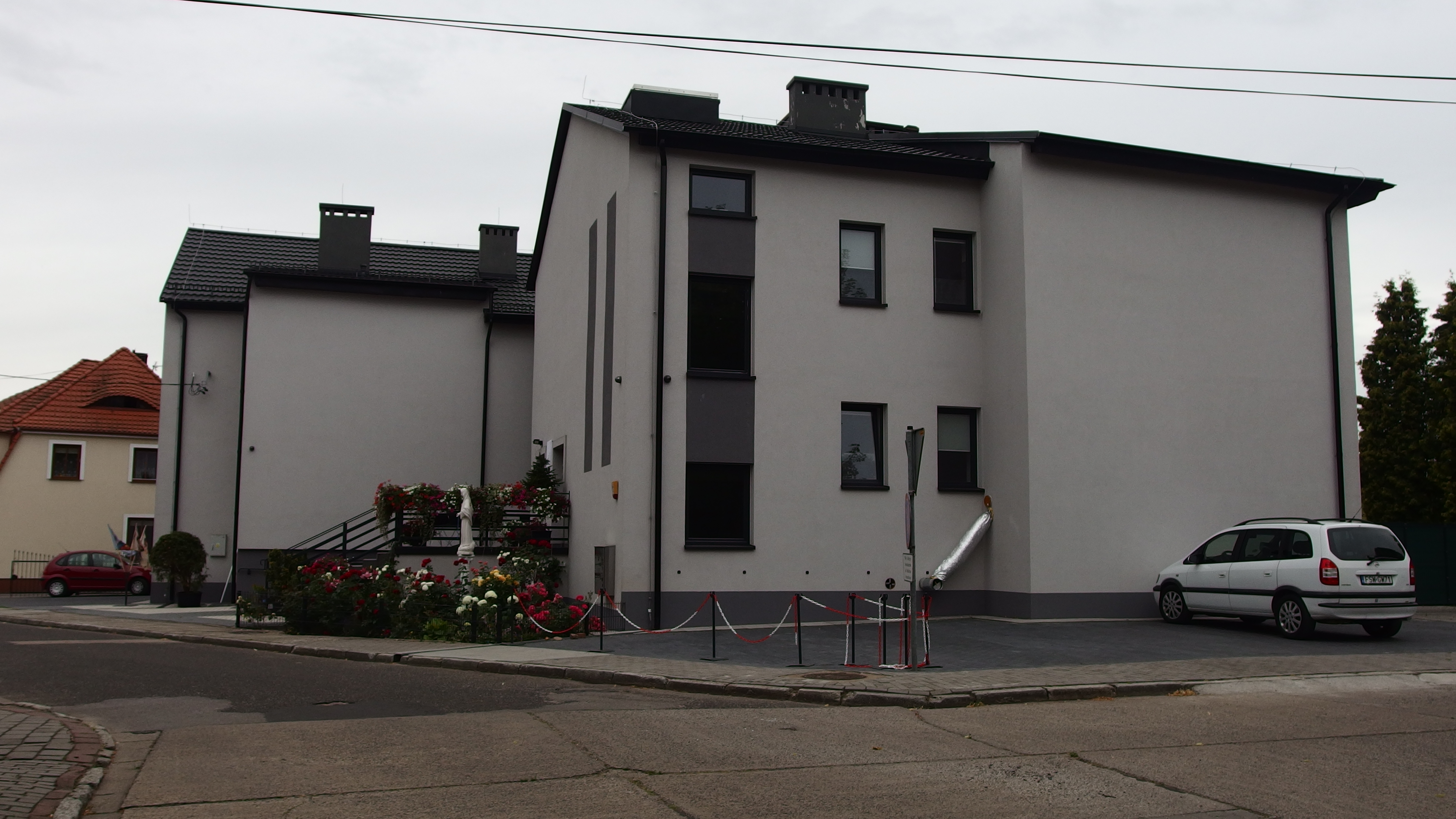
Salezjański Dom Maryi Królowej Pokoju

W Lubrzy znajduje się siedziba parafii rzymskokatolickiej św. Jana Chrzciciela, należącej do diecezji zielonogórsko-gorzowskiej. Przy parafii działają m.in. Ruch Światło-Życie i Oratorium Świętego Jana Bosko. Dom parafialny prowadzą księża salezjanie. W 2018 roku w wyremontowanych budynkach należących do parafii, otwarto Salezjański Dom Maryi Królowej Pokoju. Budynki parafialne dysponują 50 miejscami noclegowymi.
Przed II wojną światową wśród niemieckiej ludności dominowali wierni Kościoła Ewangelickiego. W 1910 roku w mieście żyło 701 osób wyznania ewangelickiego, 446 katolickiego i jedna osoba wyznania mojżeszowego. Budynek kościoła katolickiego z 1776 roku został spalony podczas działań wojennych w 1945 roku. Z powodu odpływu ludności ewangelickiej z Lubrzy, zaniechano odbudowy uszkodzonej świątyni katolickiej, a życie parafialne skupiło się w ocalałym zborze protestanckim z 1884 roku. W 1945 roku dokonano poświęcenia zboru i zmieniono go na kościół katolicki. Parafia katolicka w Lubrzy została założona 13 września 1946 roku, a pierwszym proboszczem został salezjanin ksiądz Michał Kubacki.

## Sport

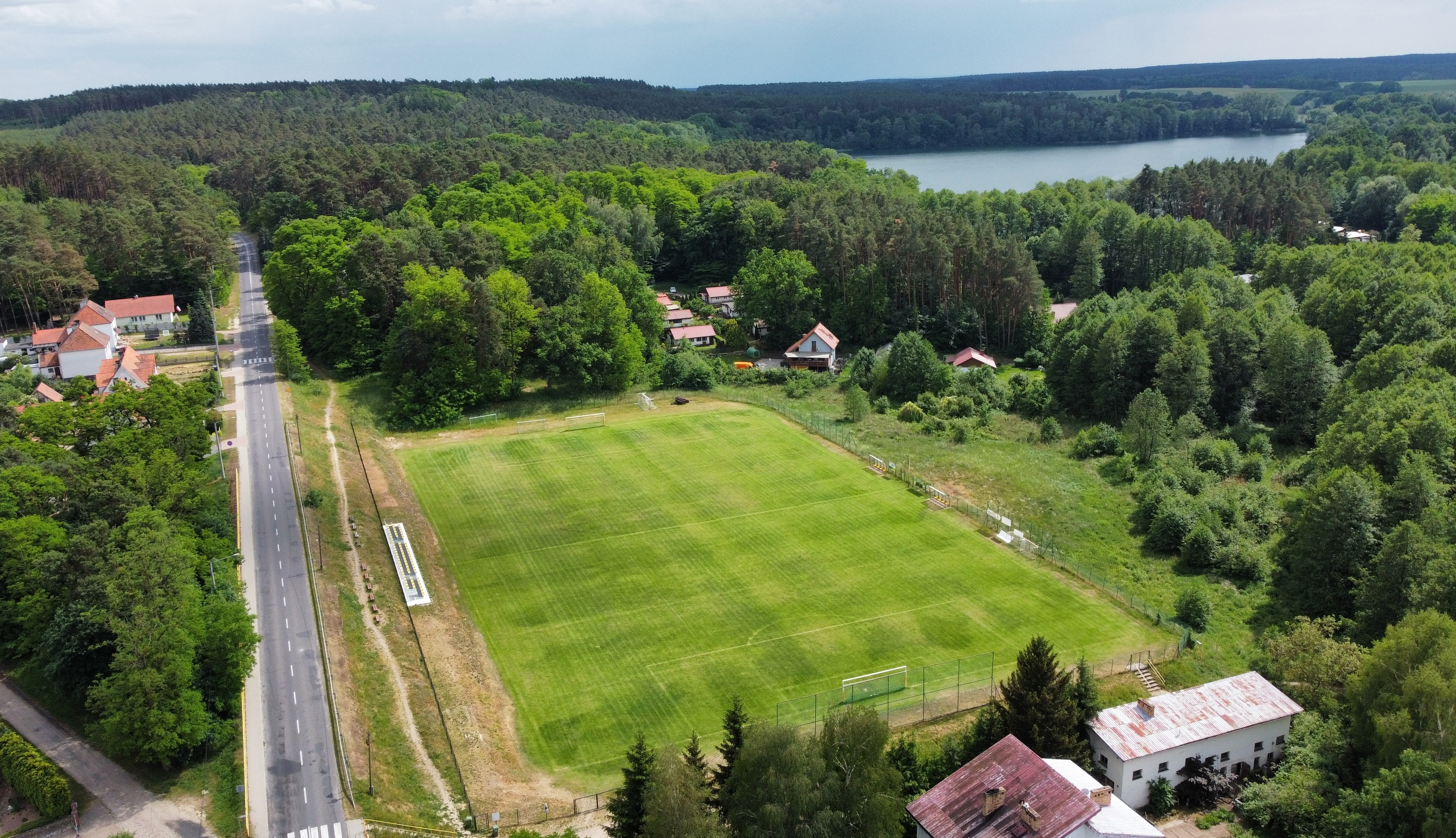
Stadion Zjednoczonych Lubrza widziany z powietrza

Na terenie miejscowości działa klub piłkarski „Zjednoczeni Lubrza”. Klub został założony w 1965 roku, początkowo jako Górnik Lubrza. Pierwotna nazwa wynikała ze wsparcia jakie klub otrzymywał z Kopalni Węgla Brunatnego w Sieniawie. Przez pierwsze lata istnienia klub występował na poniemieckim stadionie sportowym w Lubrzy przy ul. Klasztornej. Obecna nazwa została nadana w 1968 roku i wiązała się z oddaniem do użytku nowego stadionu zlokalizowanego w Nowej Wiosce co miało symbolizować integrację obu miejscowości. W 1976 roku zespół wycofał się z rozgrywek. W 1982 roku drużynę reaktywowano, oddając jednocześnie do użytku nowy stadion zbudowany w okolicy powstającej ówcześnie szkoły podstawowej. W latach 2001–2020 klub występował dziewięciokrotnie na poziomie rozgrywkowym A klasy, oraz dziesięciokrotnie na poziomie klasy okręgowej. W 2020 roku zespół wycofał się z rozgrywek A klasy po rundzie jesiennej. W 2021 roku Zjednoczeni Lubrza przystąpili do rozgrywek na poziomie B klasy. Zespół ma barwy żółto-zielone. Przy klubie działa sekcja piłki ręcznej.
Przy szkole podstawowej w Lubrzy znajduje się sala gimnastyczna, z której korzystają uczniowie, sportowcy oraz zorganizowane grupy mieszkańców z całej gminy Lubrza. W październiku 2009 roku na terenie przylegającym do szkoły podstawowej otwarto zespół boisk Orlik 2012.